# クルト・シュトゥデント

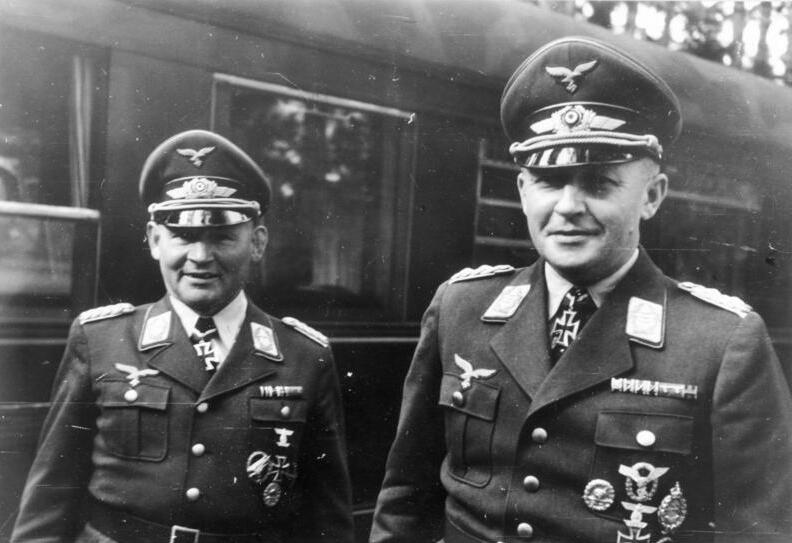
シュトゥデント（右）とヘルマン＝ベルンハルト・ラムケ（1941年）

クルト・アルトゥール・ベンノ・シュトゥデント（Kurt Arthur Benno Student、1890年5月12日 - 1978年7月1日）は、ドイツの空軍軍人。最終階級は空軍上級大将。第二次世界大戦で軍司令官を務めたほか、降下猟兵の育成に貢献した。

## 来歴

### 空軍
ビルクホルツ（現ザクセン＝アンハルト州）生まれ。11歳で軍の幼年学校に入学し、1910年に士官候補生としてプロイセン軍に入営した。既に1913年に飛行機の操縦ライセンスを取得。第一次世界大戦では6機を撃墜し、1918年に大尉に昇進した。
戦後はドイツ軍航空部隊の再建に従事する。1922年から1928年陸軍装備局の航空技術参与を務めるが、当時ドイツ軍はヴェルサイユ条約の取り決めにより航空機の保有を禁止されていた。1933年、当時はまだ存在が秘匿されていたドイツ空軍に入り、教育部門に属して航空学校監察官を務める。1938年4月1日、第3航空師団長に任命され、同時に少将に昇進した。同年夏に初の降下猟兵部隊編成を命じられ、秋に第7航空師団が編成された。

### 空挺作戦
第二次世界大戦中の1940年1月1日、中将に昇進。同年5月の西方電撃戦で、シュトゥデントの部隊はオランダ侵攻およびベルギー侵攻に従事。ロッテルダムの戦いでオランダ軍を降伏させるが、武装親衛隊の部隊に攻撃停止を命令しようとしたところ、流れ弾が頭部に命中して重傷を負った。オランダ・ベルギー占領作戦での橋梁や国境要塞の奪取（エバン・エマール要塞の戦いなど）でシュトゥデントの育成した降下猟兵は多大な貢献をしたため、シュトゥデントは5月12日に騎士鉄十字章を受章し、2週間後に航空兵大将（のち空挺大将に改称）に昇進した。

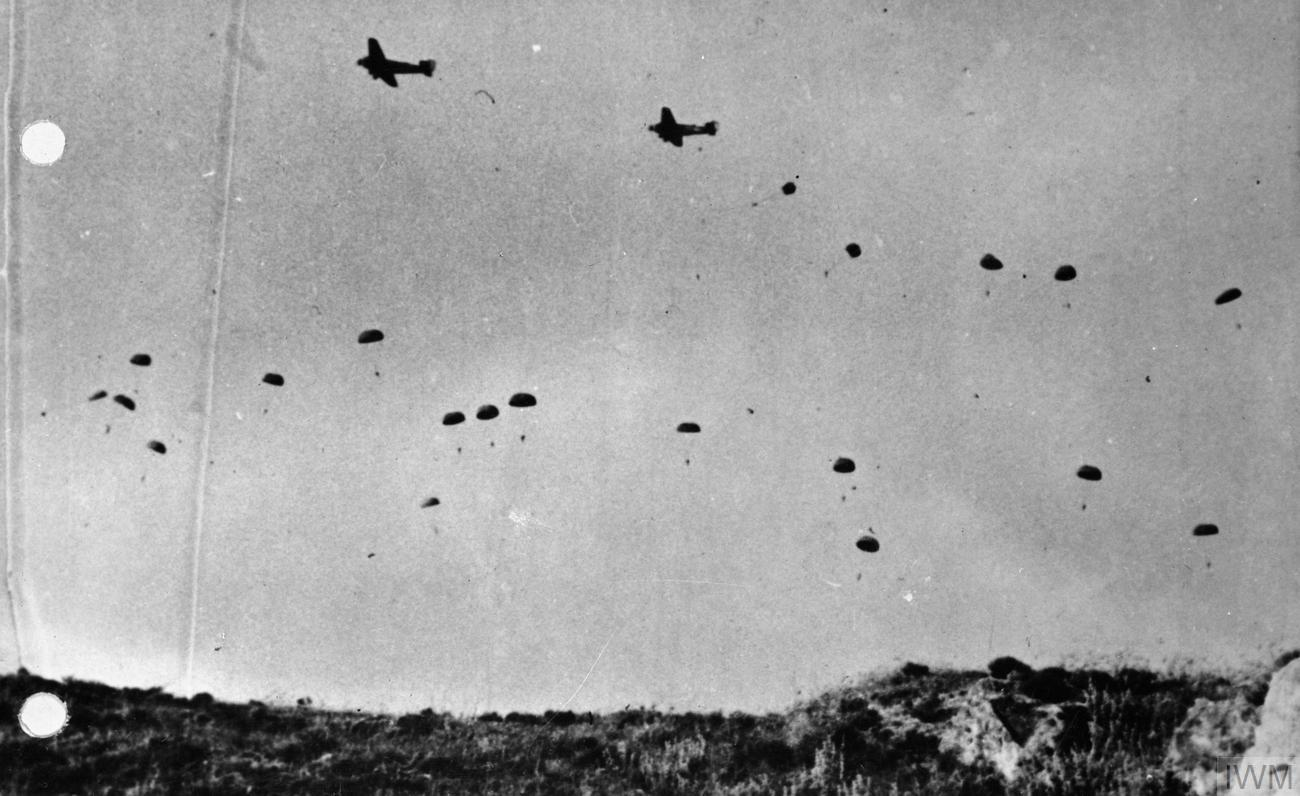
クレタ島に降下するドイツ軍降下猟兵（1941年5月）

1941年1月1日、シュトゥデントは降下猟兵部隊である第11航空軍団司令官に補された。この部隊を率いてシュトゥデントはクレタ島降下作戦に従事する。クレタ島降下作戦「メルクール」は1941年5月20日に発動された。1万人の降下猟兵と750人のグライダー部隊が降下し、飛行場を占領したのちに山岳猟兵を含む5000人がJu-52輸送機でクレタ島に着陸するというものだった。アドルフ・ヒトラーはクレタ島がルーマニアの油田地帯を脅かす爆撃機の根拠地となることを恐れてこの作戦を裁可したが、クレタ島には42640人の連合国軍兵士がおり、うち1万人はギリシャ兵で、地元パルチザンの支援を受けていた。連合軍やパルチザンの激しい抵抗に対し、シュトゥデントは31日に攻撃された場合に限って地元住民への報復行為を許可する指令を下達した。この指令により集落が焼き払われたり男性一般市民が射殺される事件が起きた。

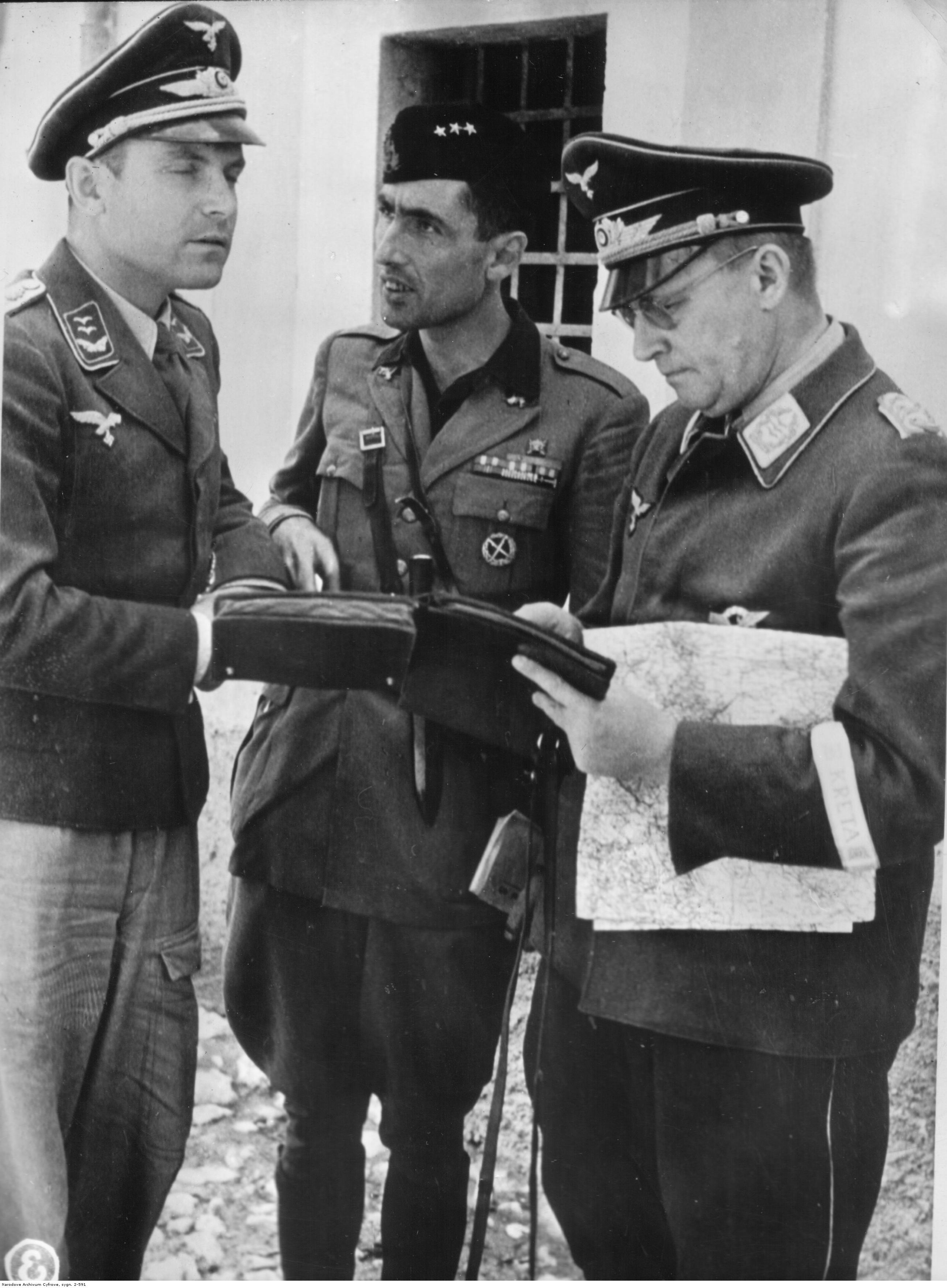
シュトゥデント大将（右）とイタリア軍大尉（中央）およびドイツ空軍中尉（左）

同盟国イタリアのベニート・ムッソリーニ政権が倒された翌日の1943年7月25日、シュトゥデントはヒトラーの命を受け、降下猟兵を使って逮捕拘束されているムッソリーニを救出する「アイヒェ（柏）作戦」に着手した。9月12日、シュトゥデントはムッソリーニ救出に成功した。この作戦の第2段階は連合国に寝返ったイタリアにおけるクーデター計画で、ドイツにとっての「裏切り者」を逮捕するものだった。シュトゥデントはローマ近辺に2万人の降下猟兵を集め、イタリア国王一家を誘拐する計画も立てていたが、これは実行されなかった。

### 終戦・戦後
1944年3月から11月、シュトゥデントは第1降下猟兵軍司令官を務め、その後1945年1月まで西部戦線でH軍集団司令官の任にあった。1945年1月、空軍降下猟兵部隊司令官に補される。終戦の一週間前、シュトゥデントはヴァイクセル軍集団司令官に任命されたが、実際に着任することなく戦争は終わった。
連合軍に逮捕されたシュトゥデントは、1946年5月にイギリス軍の軍事法廷に起訴され、クレタ島における戦争犯罪の罪状で懲役5年の刑を下された。しかし1948年に出獄した。戦後シュトゥデントはドイツ国防軍の戦友会の指導的立場にあり、毎年5月20日に開催される「クレタの日」の名誉ゲストであった。1978年、ノルトライン＝ヴェストファーレン州レムゴーにおいて88歳で死去した。
シュトゥデントの名は戦後のドイツ連邦軍でも顕彰の対象とされ、基地にはその名を冠した通りや施設が存在していたが、クレタ島における戦争犯罪を考慮して1998年秋に全て抹消された。

## 文献
（翻訳元であるドイツ語版ウィキペディアに掲載されているもの）
- Marlen von Xylander: Die deutsche Besatzungsherrschaft auf Kreta 1941-1945 (= Einzelschriften zur Militärgeschichte, Bd. 32), Freiburg 1989
- Gerhard Schreiber: Der Zweite Weltkrieg, Verlag C.H.Beck, München 2002, ISBN 3406447643